# Clifford (Dakota Północna)
Clifford – miasto w Stanach Zjednoczonych, w stanie Dakota Północna, w hrabstwie Traill.